# Outbreak – i farozonen
Outbreak – i farozonen (originaltitel: Outbreak) är en amerikansk science fiction-thriller från 1995 i regi av Wolfgang Petersen med Dustin Hoffman, Rene Russo, Donald Sutherland och Morgan Freeman i huvudrollerna. Filmen hade Sverigepremiär den 7 april 1995.

## Handling
Ett muterat virus med hög dödlighet börjar spridas med raketfart. Smittskyddsläkaren i armén överste Sam Daniels (Dustin Hoffman) kämpar mot klockan och sina överordnade för att få fram ett botemedel i tid till ett muterat ebolavirus. Rene Russo spelar Hoffmans före detta fru och även hon en smittskyddsforskare.

## Om filmen
Filmen är inspelad i Arcata, Eureka, Ferndale, Pasadena, San Pedro och i Warner Bros. studio i Burbank i Kalifornien, samt på Kauai på Hawaii.

## Rollista (urval)
- Dustin Hoffman - överste Sam Daniels
- Rene Russo - Robby Keough
- Kevin Spacey - major Casey Schuler
- Cuba Gooding, Jr. - major Salt
- Morgan Freeman - brigadgeneral Billy Ford
- Patrick Dempsey - Jimbo Scott
- Donald Sutherland - generalmajor Donald McClintock